# Clelia Piscitello
Clelia Piscitello (Catania, 20 dicembre 1958) è un'attrice italiana.

## Biografia
Dopo aver debuttato in televisione nel 1979 nello sceneggiato Il delitto Notarbartolo, ha studiato recitazione presso il Teatro Stabile di Catania; nel 1985 ha debuttato al cinema e ha continuato la sua carriera prendendo parte a una decina di film, tra i quali Olé (2006) in cui fa la parte di una delle due sorelle di Massimo Boldi.
In teatro ha recitato tra l'altro negli spettacoli La baronessa di Carini (regia di Tony Cucchiara), L'esibizionista (regia di Lina Wertmüller, compagnia Luca De Filippo), Gilda Mignonette (regia di Armando Pugliese, compagnia Lina Sastri), Berretto a sonagli (regia di Mauro Bolognini), High School Musical (regia di Saverio Marconi, Compagnia della Rancia, in cui interpreta l'insegnante di dizione).
Nel 2014 ha lavorato con Gabriele Lavia in I pilastri della società di Henrik Ibsen, mentre nel 2015 ha lavorato nuovamente con Lina Sastri, interpretando Zia Filomena in La lupa. Dal 2016 interpreta Dolores nella serie televisiva Maggie & Bianca Fashion Friends.

## Filmografia

### Cinema
- Cavalleria rusticana, regia di Franco Zeffirelli (1982)
- Il Bi e il Ba, regia di Maurizio Nichetti (1985)
- D'Annunzio, regia di Sergio Nasca (1987)
- La monaca di Monza, regia di Luciano Odorisio (1987)
- Da grande, regia di Franco Amurri (1987)
- La carne, regia di Marco Ferreri (1991)
- Olé, regia di Carlo Vanzina (2006)
- Tre lire primo giorno, regia di Andrea Pellizzer (2008)
- Cosa voglio di più, regia di Silvio Soldini (2010)
- Anche se è amore non si vede, regia di Ficarra e Picone (2011)
- Il volto di un'altra, regia di Pappi Corsicato (2013)
- Italiano medio, regia di Marcello Macchia (2015)
- Santocielo

### Televisione
- Il delitto Notarbartolo, regia di Alberto Negrin - miniserie TV (1979)
- Cuori rubati - soap opera, 11 episodi (2002)
- Camera Café - serie TV, 1 episodio (2005)
- Quelli dell'intervallo - serie TV, 47 episodi (2006-2008)
- Fiore e Tinelli - serie TV, episodio 1x06  (2007)
- Quelli del intervallo in vacanza - serie TV (2008)
- Quelli del intervallo cafe - serie TV (2010)
- Il giovane Montalbano - serie TV, 1 episodio (2012)
- Maggie & Bianca Fashion Friends - serie TV, 52 episodi (2015-2016)
- I topi, regia di Antonio Albanese - serie TV, 12 episodi (2018-2020)
- Rocco Schiavone 4, regia di Simone Spada - serie TV, episodio 4x01 (2021)